# Coppa delle Coppe 1970-1971 (pallacanestro maschile)
La Coppa delle Coppe 1970-1971 di pallacanestro maschile venne vinta dalla Simmenthal Milano.

## Risultati

### Primo turno
| Squadra 1           | Totale    | Squadra 2            | Andata | Ritorno |
| ------------------- | --------- | -------------------- | ------ | ------- |
| Flamingo's Haarlem  | 158 - 171 | Dukla Olomouc        | 92-58  | 66-113  |
| Zadar               | 145 - 122 | 17 Nëntori Tirana    | 73-60  | 72-62   |
| Galatasaray         | 130 - 133 | Steaua Bucarest      | 66-61  | 64-72   |
| Helsingin NMKY      | 152 - 165 | Balkan Botevgrad     | 83-80  | 69-85   |
| Porto               | 112 - 149 | JA Vichy             | 56-60  | 56-89   |
| Juventud Nerva      | 198 - 141 | Boroughmuir          | 106-64 | 92-77   |
| WSG Radenthein      | 154 - 159 | MAFC                 | 80-80  | 74-79   |
| KR Reykjavík        | 125 - 210 | Legia Varsavia       | 67-99  | 58-111  |
| MEC Casablanca      | 100 - 230 | Simmenthal Milano    | 61-105 | 39-125  |
| Arantia Larochette  | 133 - 214 | Racing Bell Mechelen | 85-106 | 48-108  |
| Panathinaikos Atene | 178 - 125 | Osnabrück            | 89-52  | 89-73   |

### Ottavi di finale
| Squadra 1          | Totale    | Squadra 2            | Andata | Ritorno |
| ------------------ | --------- | -------------------- | ------ | ------- |
| Dukla Olomouc      | 146 - 151 | Zadar                | 85-85  | 61-66   |
| Spartak Leningrado | 180 - 131 | Steaua Bucarest      | 93-54  | 87-77   |
| Balkan Botevgrad   | 142 - 118 | JA Vichy             | 82-50  | 60-68   |
| Juventud Nerva     | 176 - 128 | MAFC                 | 95-57  | 81-71   |
| Legia Varsavia     | 163 - 158 | Helsingborg          | 98-70  | 65-88   |
| Simmenthal Milano  | 171 - 145 | Racing Bell Mechelen | 96-74  | 75-71   |
| Hapoel Tel Aviv    | 146 - 140 | Panathinaikos Atene  | 93-83  | 53-57   |

Fides Partenope qualificata automaticamente ai quarti.

### Quarti di finale
| Squadra 1         | Totale    | Squadra 2          | Andata | Ritorno |
| ----------------- | --------- | ------------------ | ------ | ------- |
| Zadar             | 137 - 161 | Spartak Leningrado | 59-63  | 78-98   |
| Balkan Botevgrad  | 147 - 154 | Juventud Nerva     | 88-62  | 59-92   |
| Legia Varsavia    | 148 - 180 | Fides Partenope    | 75-84  | 73-96   |
| Simmenthal Milano | 212 - 154 | Hapoel Tel Aviv    | 107-74 | 105-80  |

### Semifinali
| Squadra 1          | Totale    | Squadra 2         | Andata | Ritorno |
| ------------------ | --------- | ----------------- | ------ | ------- |
| Spartak Leningrado | 131 - 114 | Juventud Nerva    | 82-52  | 49-62   |
| Fides Partenope    | 155 - 167 | Simmenthal Milano | 78-86  | 77-81   |

### Finale
| Squadra 1          | Totale    | Squadra 2         | Andata | Ritorno |
| ------------------ | --------- | ----------------- | ------ | ------- |
| Spartak Leningrado | 118 - 127 | Simmenthal Milano | 66-56  | 52-71   |

| Coppa delle Coppe 1970-1971 |
| --------------------------- |
| Simmenthal Milano 1º titolo |

## Formazione vincitrice
| N° | Naz.                   | Ruolo | Sportivo          |  | Alt. |  |
| -- | ---------------------- | ----- | ----------------- |  | ---- |  |
| 5  | Italia (bandiera)      | P     | Giulio Iellini    |  |      |  |
| 6  | Italia (bandiera)      | G     | Giuseppe Brumatti |  |      |  |
| 7  | Italia (bandiera)      |       | Giorgio Papetti   |  |      |  |
| 8  | Italia (bandiera)      | C     | Massimo Masini    |  |      |  |
| 9  | Italia (bandiera)      | A     | Renzo Bariviera   |  |      |  |
| 10 | Italia (bandiera)      | AP    | Mauro Cerioni     |  |      |  |
| 11 | Italia (bandiera)      | G     | Giorgio Gaggiotti |  |      |  |
| 12 | Italia (bandiera)      | A     | Roberto Paleari   |  |      |  |
| 13 | Italia (bandiera)      | G     | Paolo Bianchi     |  |      |  |
| 14 | Italia (bandiera)      | P     | Giorgio Giomo     |  |      |  |
| 18 | Stati Uniti (bandiera) | C     | Art Kenney        |  |      |  |
|    | Italia (bandiera)      | All.  | Cesare Rubini     |  |      |  |